# Almetievsk

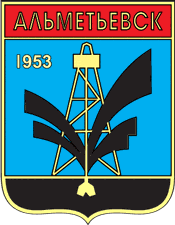
Almetievsks vapen.

Almetievsk (ryska Альметьевск, tatariska Älmät/Әлмәт) är en stad i Tatarstan i Ryssland. Folkmängden uppgick till 151 157 invånare i början av 2015.